# Кастелина (Парма)
Кастелина (итал. Castellina) је насеље у Италији у округу Парма, региону Емилија-Ромања.
Према процени из 2011. у насељу је живело 222 становника. Насеље се налази на надморској висини од 49 м.